# Mees Hoedemakers
Mees Hoedemakers (Zaandam, 18 februari 1998) is een Nederlands voetballer die als middenvelder speelt. Hij maakte in de zomer van 2025 de overstap van N.E.C. naar Viborg FF

## Carrière

### AZ
Mees Hoedemakers begon met voetballen bij PSCK en kwam in 2009 terecht in de jeugd van AZ, waar hij met Jong AZ in het seizoen 2016/17 kampioen van de Tweede divisie werd. Hij debuteerde met Jong AZ in het betaald voetbal op 18 augustus 2017, in de met 1-3 gewonnen uitwedstrijd tegen FC Den Bosch. Hij werd in de 72'ste minuut vervangen door Viktor Karl Einarsson. Hij scoorde zijn eerste doelpunt voor Jong AZ op 24 november 2017, in de met 3-2 verloren uitwedstrijd tegen FC Dordrecht. Vanaf 2018 zat hij ook af en toe bij de selectie van het eerste elftal van AZ. Hij debuteerde met AZ in de Eredivisie op 6 mei 2018, in de met 6-0 gewonnen thuiswedstrijd tegen PEC Zwolle. Hij kwam in de 75'ste minuut in het veld voor Rens van Eijden. Het bleek zijn enige wedstrijd te zijn voor het eerste van AZ. Wel speelde hij zestig wedstrijden voor Jong AZ, waarin hij viermaal scoorde. 

### SC Cambuur
In het seizoen 2019/20 werd Hoedemakers verhuurd aan SC Cambuur, dat een optie tot koop bedong. Hij speelde alle wedstrijden van het seizoen, tot het vanwege de coronapandemie beëindigd werd. Cambuur lichtte de optie tot koop en Hoedemakers tekende een contract tot medio 2021. Het daaropvolgende seizoen werd Hoedemakers kampioen van de Eerste Divisie en hij speelde 37 van de 38 wedstrijden in de competitie. 
Het seizoen erop werd hij negende met Cambuur in de Eredivisie en Hoedemakers scoorde drie doelpunten in 28 wedstrijden. Het seizoen erna stond Cambuur een groot deel van het seizoen onderaan. In de derde speelronde scoorde Hoedemakers tweemaal tegen Fortuna Sittard in een 4-1 overwinning, maar dat was maar een van de weinige overwinningen dat seizoen. Op 6 mei 2023 degradeerde Hoedemakers met Cambuur door een 0-3 nederlaag tegen FC Utrecht.

### N.E.C.
Drie dagen na zijn degradatie met Cambuur, werd bekend dat Hoedemakers een contract voor vier seizoenen tot de zomer van 2027 tekende bij N.E.C. Doordat hij transfervrij was, betaalde N.E.C. niks voor hem. Hij maakte op 13 augustus zijn debuut in de openingswedstrijd tegen SBV Excelsior (3-4), vanwege de schorsing van Dirk Proper. Toch was hij in het begin van het seizoen verder enkel wisselspeler achter Proper en Lasse Schöne. Op 2 november 2023 scoorde hij in de bekerwedstrijd tegen Roda JC Kerkrade (5-3) zijn eerste doelpunt voor N.E.C. Vanaf december verkoos trainer Rogier Meijer Hoedemakers boven Schöne, die bovendien kampte met blessures. Op 7 april scoorde Hoedemakers zijn eerste Eredivisiedoelpunt voor N.E.C. in de met 0-3 gewonnen Gelderse derby tegen Vitesse. Op 21 april stond hij in de basis tijdens de bekerfinale tegen Feyenoord, dat met 0-1 won.  
In de tweede seizoenshelft van het seizoen 2024/25 was hij voornamelijk bankzitter achter Kodai Sano en Dirk Proper. Hij kwam tot 66 wedstrijden in twee seizoenen en kwam daarin tot twee goals en tien assists.  

### Viborg FF
Op 6 augustus 2025 maakte Hoedemakers de overstap naar het Deense Viborg FF, waar hij een contract voor drie seizoenen tekende. Elf dagen later maakte hij tegen Silkeborg IF als invaller zijn debuut voor de club. 

### Statistieken

#### Beloften
| Seizoen         | Club            | Competitie      | Competitie | Competitie |
| Seizoen         | Club            | Competitie      | Wed.       | Dlp.       |
| --------------- | --------------- | --------------- | ---------- | ---------- |
| 2016/17         | Jong AZ         | Tweede divisie  | 3          | 0          |
| 2017/18         | Jong AZ         | Eerste divisie  | 34         | 3          |
| 2018/19         | Jong AZ         | Eerste divisie  | 23         | 1          |
| Totaal beloften | Totaal beloften | Totaal beloften | 60         | 4          |

#### Senioren
| Seizoen         | Club            | Competitie      | Competitie | Competitie | Beker | Beker | Overig | Overig | Totaal | Totaal |
| Seizoen         | Club            | Competitie      | Wed.       | Dlp.       | Wed.  | Dlp.  | Wed.   | Dlp.   | Wed.   | Dlp.   |
| --------------- | --------------- | --------------- | ---------- | ---------- | ----- | ----- | ------ | ------ | ------ | ------ |
| 2017/18         | AZ              | Eredivisie      | 1          | 0          | 0     | 0     | –      | –      | 1      | 0      |
| 2018/19         | AZ              | Eredivisie      | 0          | 0          | 0     | 0     | –      | –      | 0      | 0      |
| 2019/20         | → SC Cambuur    | Eerste divisie  | 29         | 1          | 2     | 0     | –      | –      | 31     | 1      |
| 2020/21         | SC Cambuur      | Eerste divisie  | 37         | 3          | 2     | 0     | –      | –      | 39     | 3      |
| 2021/22         | SC Cambuur      | Eredivisie      | 28         | 3          | 1     | 0     | –      | –      | 29     | 3      |
| 2022/23         | SC Cambuur      | Eredivisie      | 28         | 3          | 2     | 0     | –      | –      | 30     | 3      |
| 2023/24         | N.E.C.          | Eredivisie      | 31         | 1          | 5     | 1     | 1      | 0      | 37     | 2      |
| 2024/25         | N.E.C.          | Eredivisie      | 27         | 0          | 2     | 0     | 1      | 0      | 30     | 0      |
| 2025/26         | Viborg FF       | Superligaen     | 1          | 0          | 0     | 0     | 0      | 0      | 1      | 0      |
| Totaal senioren | Totaal senioren | Totaal senioren | 182        | 11         | 14    | 1     | 2      | 0      | 198    | 12     |
| Carrièretotaal  | Carrièretotaal  | Carrièretotaal  | 242        | 15         | 14    | 1     | 2      | 0      | 258    | 16     |